# AKINO (プロレスラー)
AKINO（アキノ、本名：秋野 美佳〈あきの みか〉、1973年10月24日 - ）は、日本の女子プロレスラー。

## 経歴・戦歴
プロレスラーになる前は沖縄にてダイビングインストラクターをしていた。
1998年7月21日、東京・後楽園ホールにおいて、対吉田万里子戦でアルシオンからプロレスラーとしてデビュー。アルシオン・ライセンスナンバーは13。
2003年6月22日、アルシオンが活動停止。翌日、メジャー女子プロレスAtoZに移籍。11月にAtoZを退団し、フリーに転向する。
2004年、吉田万里子、大向美智子、中西百重と共に、M's Styleを結成。M's Styleは2006年10月8日の興行で解散した。
2005年、5月に六本木で一緒にいた女性の腰を触ったトンガ国籍の男性と当時ラグビー日本代表の少年の逮捕に協力。AKINO自身はプロのレスラーであることから手は出さず顔面パンチを浴び、全治2週間の顔面打撲をするも70メートルほど逃走してクラブに逃げ込んだ男を引きずり出し、通報し駆けつけた警察官に引き渡し男は逮捕された。なおこの出来事は東京スポーツの見出しに大きく掲載された。
2007年、OZアカデミーにレギュラー参戦。
2008年、OZアカデミーにおいてアジャ・コング、輝優優、松本浩代とユニット「JJ21（ジャングル・ジャック21）」を結成。
2014年現在第14代OZアカデミー無差別級王座チャンピオンとして活躍中。アキノミクスを推進してOZ所属選手との防衛戦は加藤園子以外とは一切行わなかった。また世田谷に鍼灸&接骨院を開業した。開業後は様々なプロレス興行にリングドクターとしても参加している。
10月9日、倉垣翼との防衛戦で敗北。
5月17日、倉垣とリマッチを行いトルネードAで勝利。第2次アキノミクス推進を発表するも陥落。
2016年12月11日、同日で引退するダイナマイト・関西が引退セレモニーの最中にOZアカデミー入団を要求しAKINOは承諾した。しかし、社長である尾崎が拒否しており入団は保留となった
2017年8月20日、プラム麻里子の20回忌興行となった同日のOZアカデミー「プラムの花咲くOZの国2017」にて、OZアカデミー入団が認められた。
2022年4月15日『後楽園ホール60周年還暦祭』に6人タッグマッチで出場。

## 得意技
- フランケンシュタイナー
- アキアンプロイダー
- トルネードA
- ウラカン・ラナ
- 飛びつき十字固め
- シエロペルフェクト
- トペ・コンヒーロ
- noki-anバックブリーカー
- バックドロップ
- 三角飛びボディアタック
- ダイヤル固め

## 入場テーマ曲
- Maria（Ricky Martin）

## タイトル歴
アルシオン
- 第4代、第6代スカイハイ・オブ・アルシオン王座
- 第2代ツインスター・オブ・アルシオン王座

パートナーは浜田文子
全日本女子プロレス
- 第42代オールパシフィック王座

JDスター女子プロレス
- 第22代TWF世界タッグ王座

パートナーは救世忍者乱丸
JWP女子プロレス
- 第22代JWP認定タッグ王座

パートナーは倉垣翼
OZアカデミー女子プロレス
- 第14代、第16代OZアカデミー認定無差別級王座
- 第7代、第10代、第15代、第26代、第31代OZアカデミー認定タッグ王座

パートナーは輝優優（第7代、第10代）→栗原あゆみ（第15代）→小林香萌（第26代）→加藤園子（第31代）
- 第2代OZアカデミー認定パイオニア3WAY王座

## 戦績

### 総合格闘技
| 総合格闘技 戦績 | 総合格闘技 戦績 | 総合格闘技 戦績 | 総合格闘技 戦績 | 総合格闘技 戦績 | 総合格闘技 戦績 | 総合格闘技 戦績 |
| --------------- | --------------- | --------------- | --------------- | --------------- | --------------- | --------------- |
| 2 試合          | (T)KO           | 一本            | 判定            | その他          | 引き分け        | 無効試合        |
| 2 勝            | 1               | 0               | 1               | 0               | 0               | 0               |
| 0 敗            | 0               | 0               | 0               | 0               | 0               | 0               |

| 勝敗 | 対戦相手    | 試合結果             | 大会名                      | 開催年月日   |
| ○    | たま☆ちゃん | 5分2R終了 判定2-1    | SMACKGIRL 2004 〜聖地凱旋〜 | 2004年8月5日 |
| ○    | 菊川夏子    | 1R 0:51 KO（パンチ） | Love Impact                 | 2004年2月8日 |